# Tippree
Tippree, Tipprih, war ein Volumenmaß und Fruchtmaß in der Präsidentschaft Bombay. Das Maß hatte unterschiedliche Werte bei herkömmlichem Getreide und bei Reis.
- Getreide 1 Tippree = 1,428 Liter
- Reis 1 Tippree = 4,7 Liter

Die Maßkette unter Berücksichtigung, dass Murah eine Masseneinheit ist, war 
- 1 Murah = 4 Candy = 25 Parahs = 500 Adowlies = 3750 Seers = 7500 Tipprees[1]